# エドマンド・モーティマー (1331年没)
サー・エドマンド・モーティマー（Sir Edmund Mortimer, 1302/3年 - 1331年12月16日）は、初代マーチ伯ロジャー・モーティマーと、第2代ジェネヴィル女男爵ジョーン・ド・ジェネヴィルの長男。妻エリザベス・ド・バドルズミアとの間に、第2代マーチ伯ロジャー・モーティマーをもうけた。エドマンドは父より1年長生きしたが、父の領地と爵位は王室に没収されていたため相続できず、後に息子ロジャーが徐々に取り戻していった。

## 生涯
エドマンドの父ロジャーは、1301年9月20日に女子相続人であるジョーン・ド・ジェネヴィルと結婚した。エドマンドと長女マーガレットは、結婚から3年以内に生まれた。イアン・モーティマーは、エドマンドの誕生を1302年後半か1303年初頭としており、最も早い日付は結婚から9か月後としている。その根拠としてジョーンと結婚した父と同程度の年齢の14歳でエドマンドはおそらく結婚したであろうと記している。しかし、ウィグモア修道院年代記にはエドマンドの出生記録がないため、長女マーガレットの誕生後の1305年頃に生まれた可能性がある。

### 結婚と子女
1316年春、ウェストミンスターで初代バドルズミア男爵バーソロミュー・ド・バドルズミアはロジャーとの同盟交渉を行った。これは、エドワード2世のブリストル攻撃命令と、起訴された80人の男の逮捕命令の実行と同時期に行われた。5月中旬、ロジャーとその家族は、14歳の長男エドマンドと3歳のエリザベス・ド・バドルズミアの結婚を祝うため、ウィグモアへ旅立った。バーソロミュー・ド・バドルズミアはロジャーに2,000ポンドという「大金」を支払うことに同意し、二人は1316年7月27日にシュロップシャーのキンレットで結婚した。エドマンドとエリザベスの長男ロジャーは、1328年11月11日にラドロー城で生まれた。間もなく弟のジョンが生まれたが、短命であった。
エドマンドが結婚していた頃、父はエドマンドを母マーガレットのサマセットとバッキンガムシャーにある領地の相続人に指名した。その領地にはブリッジウォーター城も含まれていた。父が後に国外に亡命していた間、エドマンドと弟のロジャーは、ヘレフォード伯の息子たちと共にウィンザー城に幽閉された。エドマンドと二人の弟は、1326年10月1日に、より警備の厳重なロンドン塔に移された。解放後、勝利を収めたロジャーは、1327年2月1日に若き王エドワード3世から騎士とされた際、エドマンドと弟たちに伯爵の衣装を着せた。ロジャーは1328年9月にマーチ伯に叙せられ、その11日後にエドマンドの長男ロジャーが生まれた。マーチ伯は1330年に、息子エドマンドの死の1年前に反逆罪で絞首刑に処された。エドマンドは父の領地と爵位を相続せず、王室に没収された。
アリソン・ウィアーは、エドワード3世のエドマンドに対する態度を、若き王の正義感の証として挙げている。1331年10月、エドマンドはウィグモアにある一族の領地と他の領主権を回復された。エドマンドは数ヶ月後の1331年12月16日に熱病で亡くなり、3歳の息子ロジャーが残された。4年後、エリザベスはエドワード3世の側近で、後にノーサンプトン伯となるウィリアム・ド・ブーンと再婚した。エドマンドの息子ロジャーは1354年に第2代マーチ伯位を継承することを許された。